# Jan Kozamernik
Jan Kozamernik est un joueur slovène de volley-ball né le 24 décembre 1995 à Ljubljana. Il joue central.

## Palmarès

### Clubs
MEVZA - Ligue d'Europe centrale:
- 2016, 2017
- 2015

Coupe de Slovénie:
- 2015

Championnat de Slovénie:
- 2015, 2016, 2017

Challenge Cup:
- 2021[1]

### Équipe nationale
Ligue Européenne:
- 2015

Championnat d'Europe:
- 2015, 2019, 2021

### Distinctions individuelles
- 2019: Meilleur central Championnat d'Europe